# Izrael na Zimowych Igrzyskach Olimpijskich 2006
Izrael na Zimowe Igrzyska Olimpijskie 2006 reprezentowało 5 zawodników. Wystartowali oni w narciarstwie alpejskim i łyżwiarstwie figurowym
Był to czwarty start Izraela na zimowych igrzyskach olimpijskich (poprzednie to 1994, 1998, 2002).

## Wyniki reprezentantów Izraela

### Narciarstwo alpejskie
Mężczyźni
- Mikail Renzhin

slalom - 37. miejsce
slalom gigant - 32. miejsce

### Łyżwiarstwo figurowe
Pary taneczne
- Galit Chait, Siergiej Sachnowskij - 8. miejsce

- Alaksandra Zarecki, Roman Zarecki - 22. miejsce